# Niuszerré
Niuszerré (vagy Neuszerré Ini; ógörögül: Ραθούρης, átírással: Rathúrész) az ókori egyiptomi V. dinasztia hatodik uralkodója, aki 24–35 évig uralkodhatott, az i. e. 25. században. Niuszerré Noferirkaré és II. Hentkauesz fiatalabb fia és a fiatalon elhunyt Noferefré király testvére volt. Későbbi történelmi források szerint közvetlenül testvére után ült Egyiptom trónján, de az is elképzelhető – Miroslav Verner ezt az elméletet támogatja –, hogy a kettő között rövid ideig Sepszeszkaré uralkodott, bár legfeljebb pár hétig, esetleg hónapig. (Sepszeszkaré kapcsolata mind Noferefrével, mind Niuszerrével mindmáig ismeretlen.) Niuszerré trónját Menkauhór örökölte, aki Niuszerré unokaöccse és Noferefré fia lehetett.
Niuszerré dinasztiája legnagyobb építője volt; Abuszírben piramist építtetett magának, két királynéjának, apjának, anyjának és bátyjának is. Ő építtette a legnagyobb fennmaradt naptemplomot, melyet az óbirodalom idején emeltek Ré tiszteletére; ez a Seszepibré („Ré szívének öröme”) nevet viselte. Ezzel ő volt az első uralkodó Sepszeszkaf, a IV. dinasztia utolsó királya óta, aki figyelmet fordított a gízai nekropoliszra – talán azért, hogy legitimálja uralmát a bátyja váratlan halálát követő zavaros idők után. Katonai tevékenységére kevés a bizonyíték; az egyiptomi állam továbbra is fenntartotta kereskedelmi kapcsolatait a levantei parton található Büblosszal, és bányász-, valamint kőfejtő-expedíciókat küldött a Sínai-félszigetre és Alsó-Núbiába. Uralkodása alatt nőtt a hivatalnokréteg; gyakorlatilag ekkor jelentek meg a nomarkhészek, az egyes nomoszok kormányzói, akik innentől az általuk irányított tartományokban éltek, nem a királyi udvarban.
Minden óbirodalmi fáraóhoz hasonlóan Niuszerré is rendelkezett kultusszal halála után; az ő esetében a hivatalos, államilag fenntartott kultusz évszázadokon át fennmaradt, túlélte a kaotikus első átmeneti kort, és a középbirodalmi XII. dinasztia koráig tartott. Ezzel párhuzamosan spontán módon a nép körében is megjelent kultusza; ők születéskor kapott nevén, Iniként tisztelték Niuszerrét. Ebben a kultuszában úgy fohászkodtak hozzá, mint közvetítőhöz a hívő és az istenek között. Bár kevés régészeti lelet tanúskodik róla, úgy tűnik, ez a kultusz egészen az újbirodalom koráig folytatódott, vagyis közel 1000 évvel halála után még létezett.

### Trónra lépése

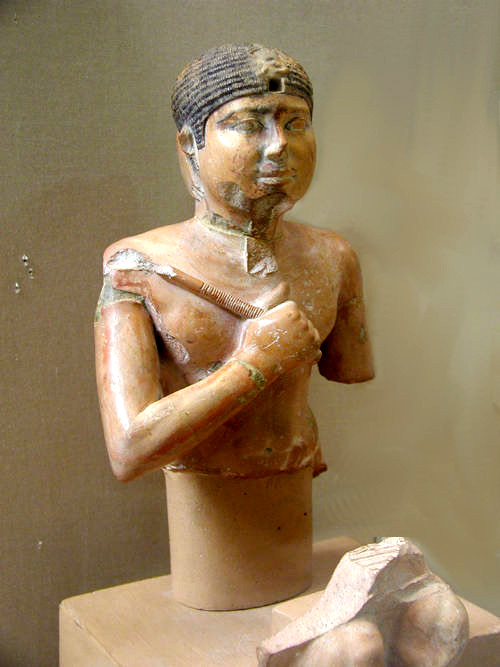
Noferefré, Niuszerré bátyja rövid uralkodás után, húszas évei elején halt meg

#### Történelmi és régészeti bizonyítékok

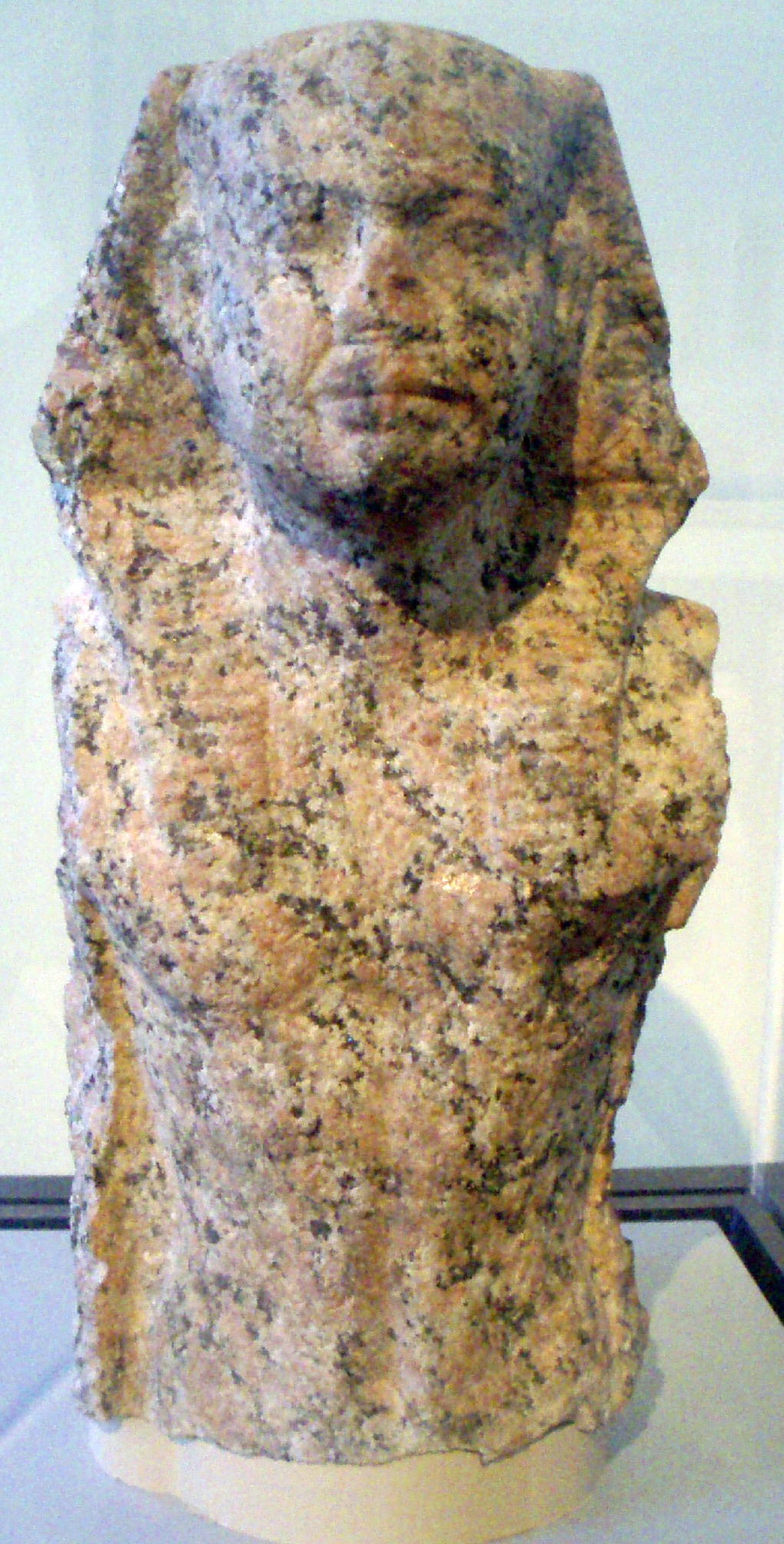
Ötödik dinasztiabeli király, valószínűleg Niuszerré töredékes szobra

#### Szed-ünnepe

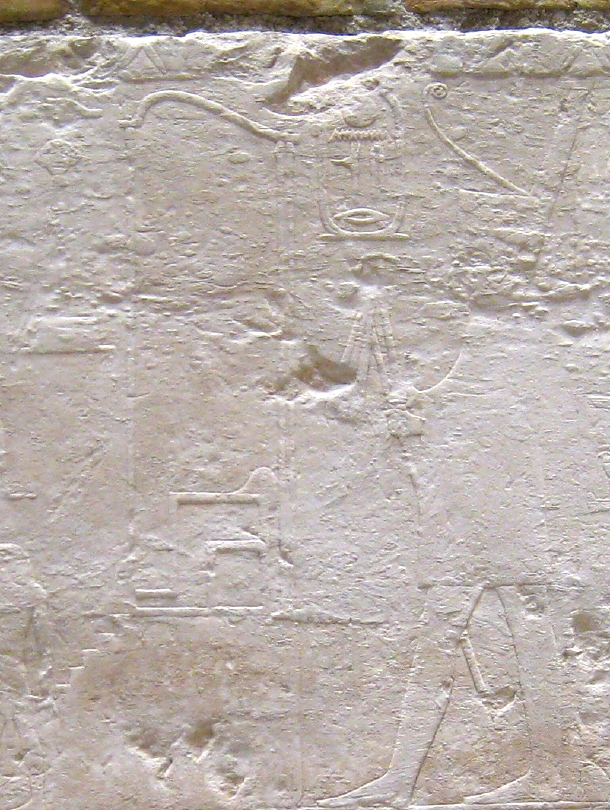
Niuszerré szed-ünnepének reliefje, Neues Museum

### Belföldi tevékenysége

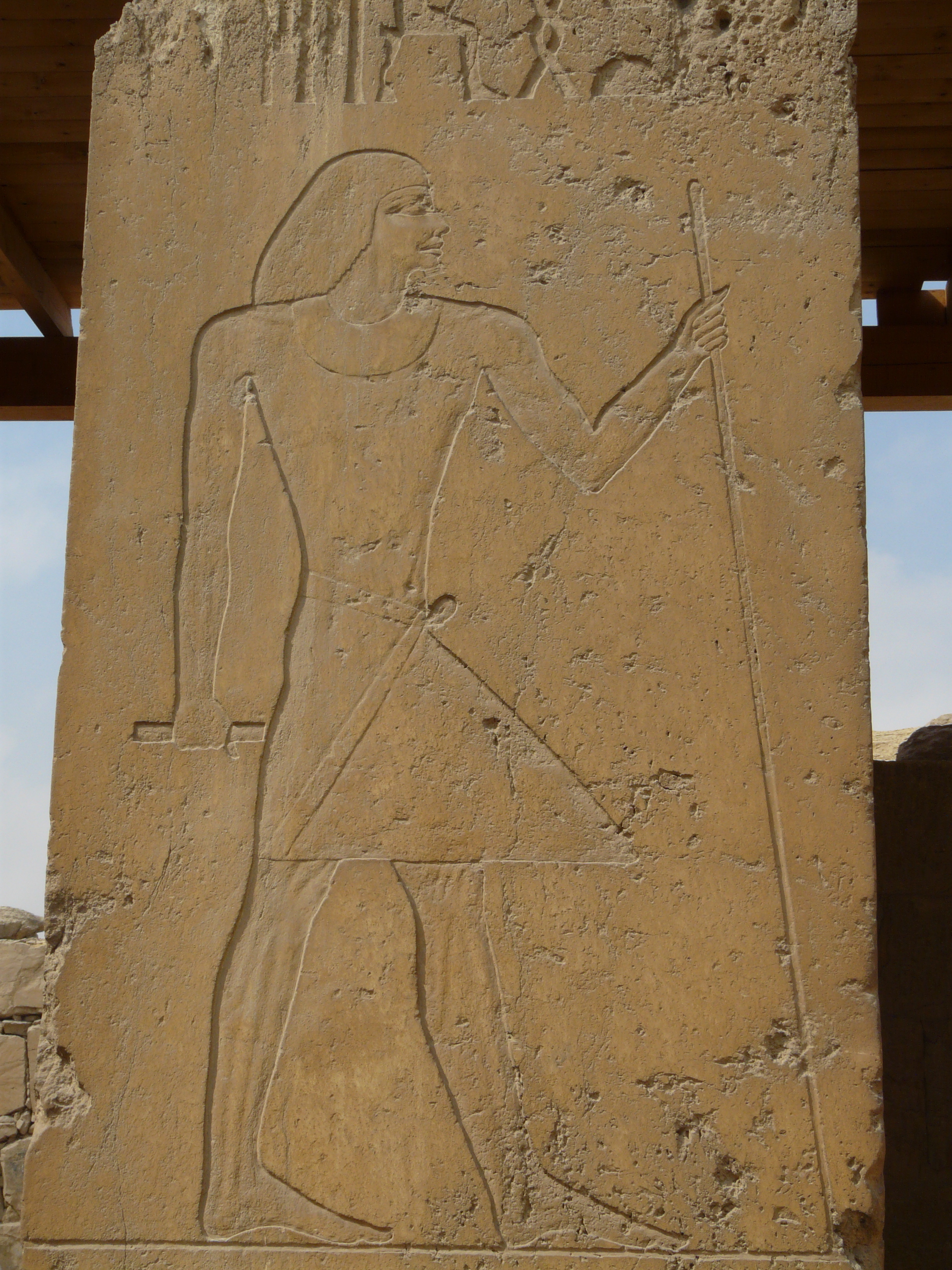
Ptahsepszesz, Niuszerré veje és vezírje

#### Kereskedelmi és bányászati expedíciói

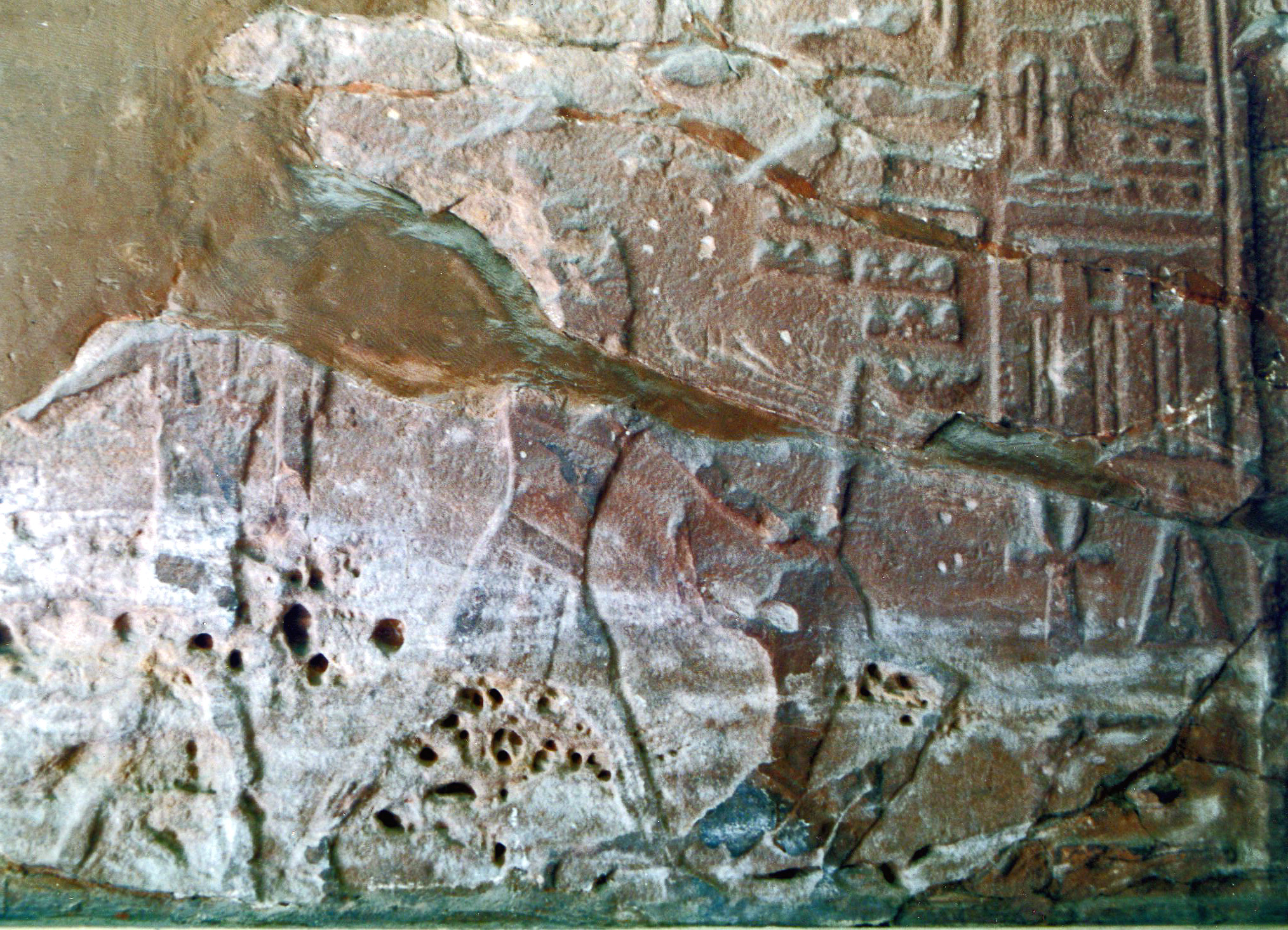
Niuszerré buzogánnyal sújt le egy térdelő rab fejére. Relief a Vádi Magaráből

## Főbb építkezései

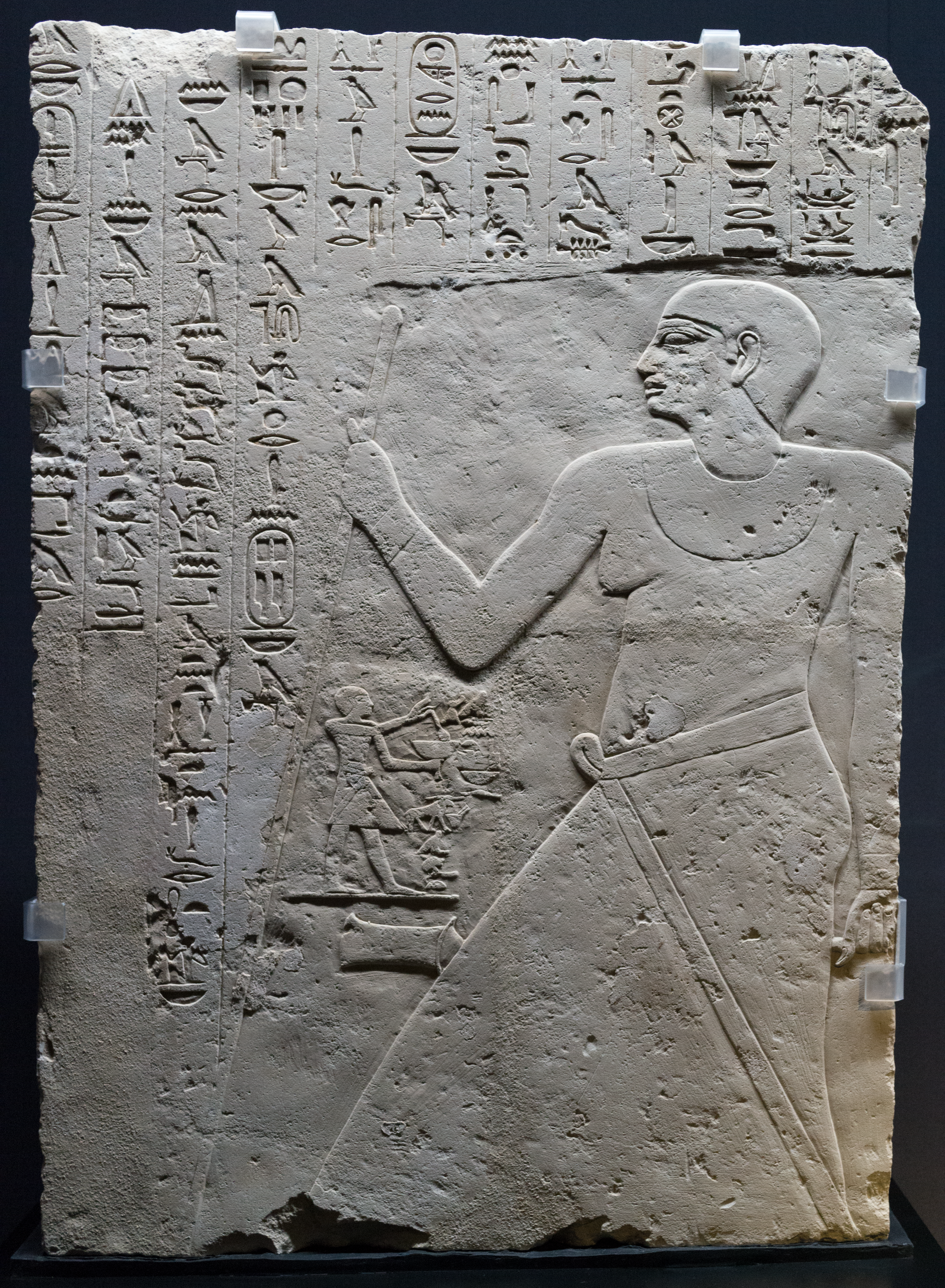
Relief Niuszerré szakkarai sírjából

### Piramisa

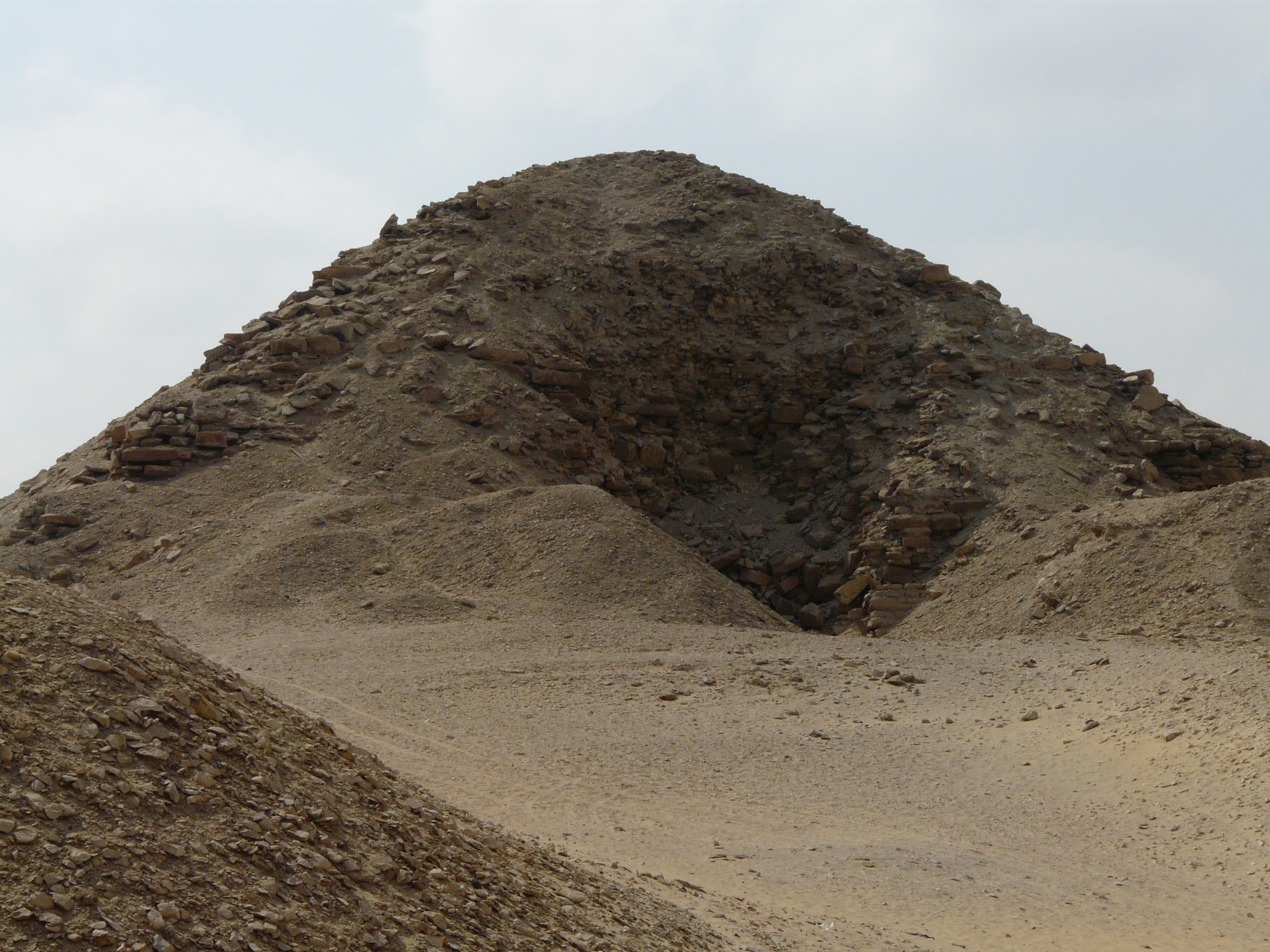
Niuszerré abuszíri piramisának romjai

### A Lepsius XXIV piramis

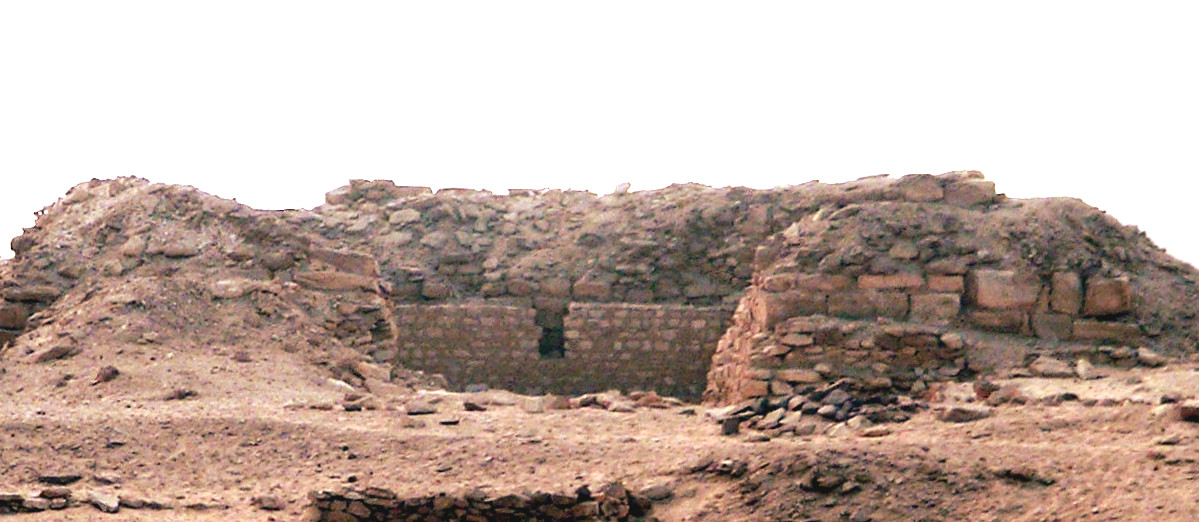
A Lepsius XXIV piramis romjai

### A Lepsius XXV piramis

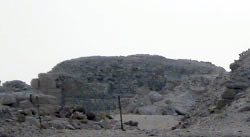
A Lepsius XXV piramis romjai

### Naptemploma

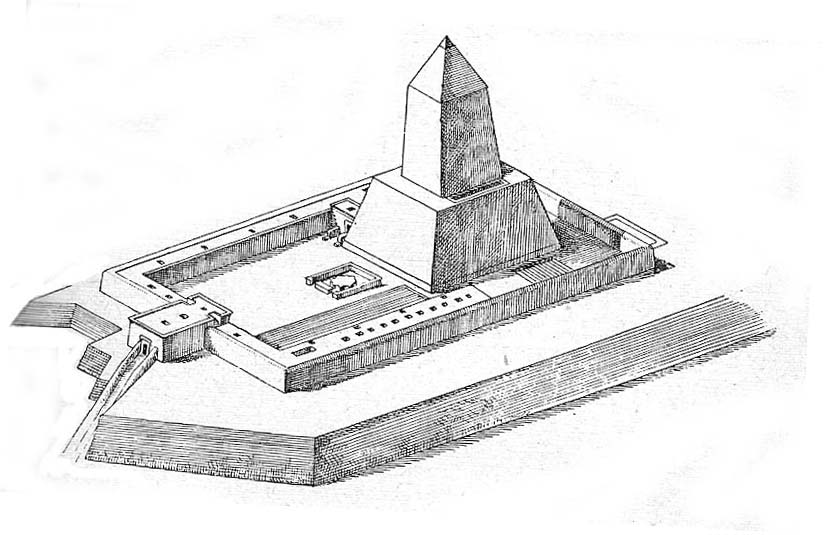
Ludwig Borchardt rekonstrukciós rajza a Seszepibréről, középen nagy obeliszkkel

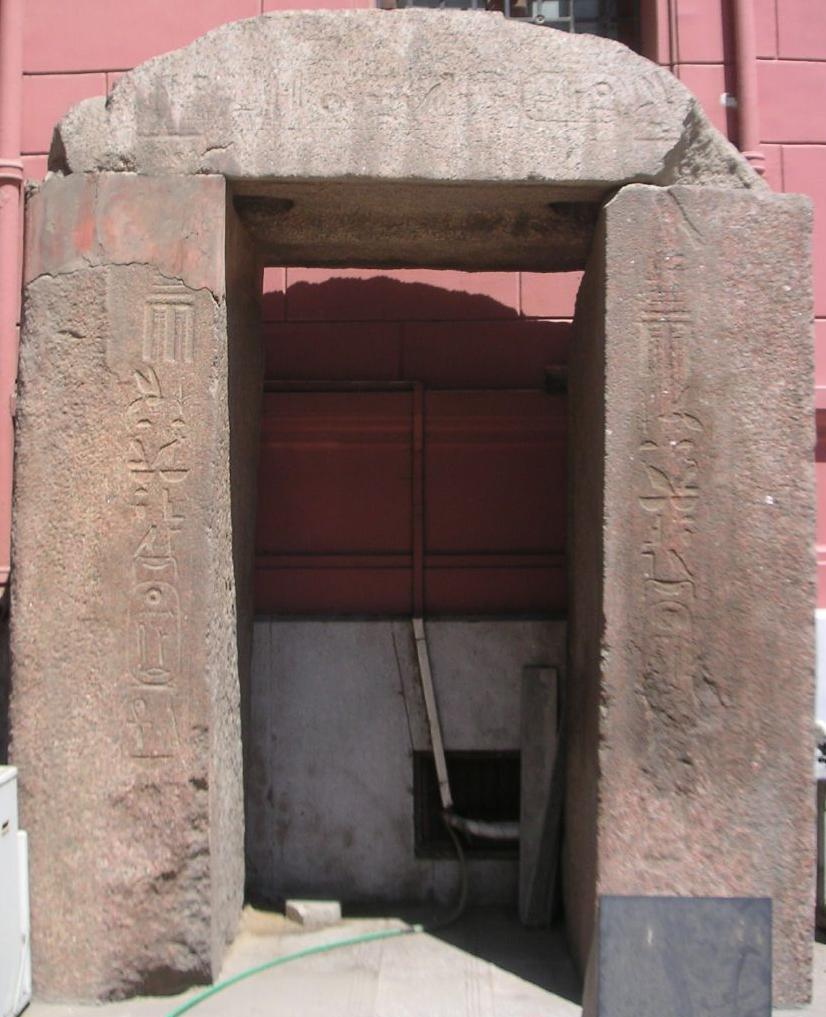
A vörösgránit bejárati csarnok kőtömbjei Niuszerré titulatúrájával; valószínűleg naptemplomából, ma az Egyiptomi Múzeumban